# Église orthodoxe de Chine

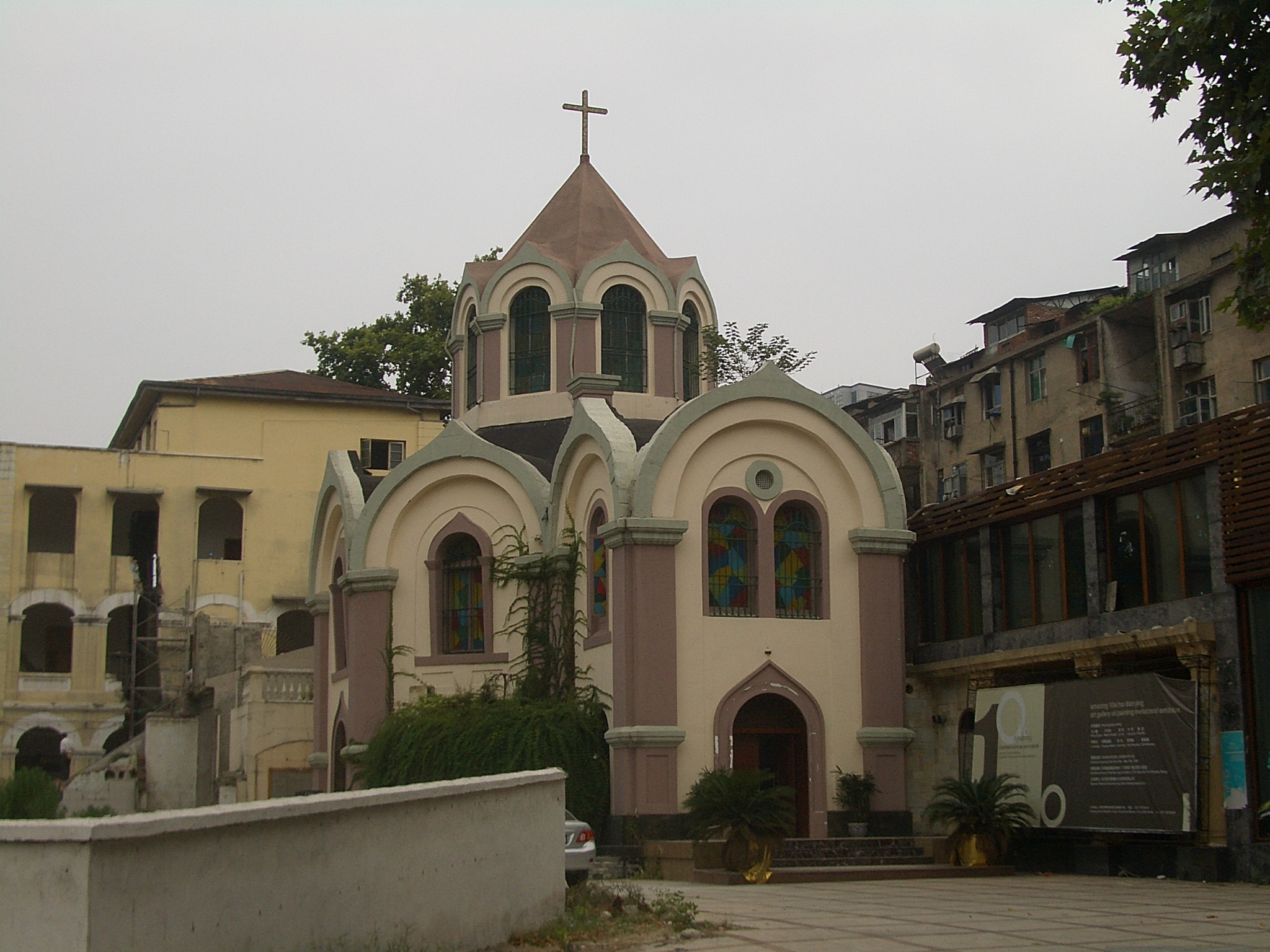
L'église Saint-Alexandre-Nevski de Wuhan.

L'Église orthodoxe de Chine ou Église orthodoxe chinoise (chinois simplifié : 中华东正教会 ; chinois traditionnel : 中華東正教會 ; pinyin : Zhōnghuá Dōngzhèngjiàohuì) fut de 1956 à 1962 une juridiction autonome de l'Église orthodoxe en Chine rattachée canoniquement au Patriarcat de Moscou et de toute la Russie. Elle est actuellement sans direction épiscopale.

## Histoire

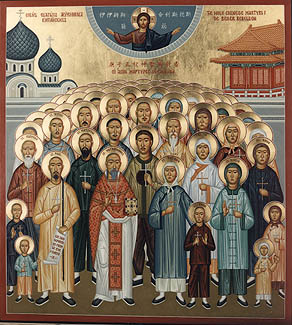
Martyrs de Chine.

1713 : Établissement de la première Mission orthodoxe russe en Chine.
1900 : Persécution des chrétiens, entre autres orthodoxes dont 222 martyrs lors de la révolte des boxers.
1902 : le chef de la XVIIIe mission ecclésiastique russe en Chine, l'archiprêtre Innocent Figourovski obtient le titre d'évêque de Pereslav.
1922 : création du diocèse de Pékin (avec vicariats de Shanghai et de Tientsin) et du diocèse de Harbin (vicariats de Hailar et de Qiqihar).
1934 : intégration du vicariat de Xinjiang au diocèse de Pékin.
1934 à 1949 : Saint Jean Maximovitch est évêque de Shanghai dans l'Eglise Russe Hors Frontières
1945 : formation sur les territoires de la Chine et de la Corée d'une circonscription métropolitaine dirigée par le métropolite de Harbin et d'Asie de l'Est.
1946 : réorganisation de la métropole en un exarchat de l'Asie de l'Est comprenant les diocèses de Pékin, de Harbin, de Shanghai, de Xinjiang et de Tientsin.
1956 : autonomie de l'Église de Chine accordée par l'Église de Russie.
1957 : ordination épiscopale à Moscou du primat Mgr Basile (Shuang), Évêque du Pékin et de la Chine.
1962 : décès de Mgr Basile.
1965 : décès de Mgr Siméon, Évêque de Shanghai.
1985 : Fin de la restauration et ouverture de l'Église de l'Intercession de la Très Sainte Mère de Dieu à Harbin (chinois : 哈尔滨圣母帡幪教堂 ; russe : Церковь Покрова Пресвятой Богородицы в Харбине), une église orthodoxe de tradition russe à Harbin, capitale de la province du Heilongjiang, en Nord de la Chine.
À la suite du réchauffement des relations entre la Chine et la Russie, la situation s'est améliorée pour les orthodoxes, qui comptent environ 10 000 fidèles en 2016. Le patriarche Cyrille de Moscou a célébré une messe à Pékin en 2013.

## Organisation

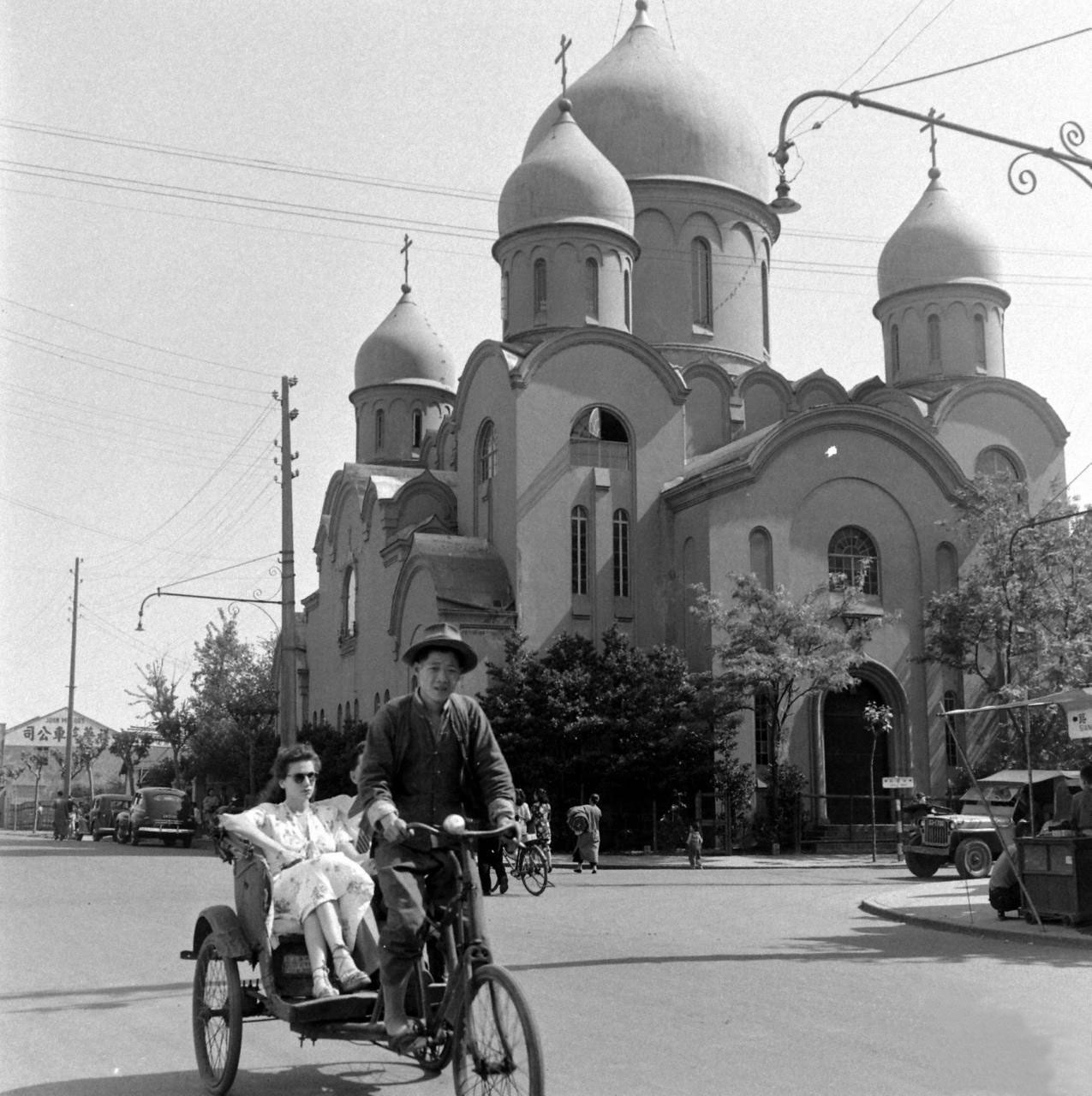
Vue de l'ancienne cathédrale orthodoxe de Shanghai.

### Beijing(Pékin)
- Église orthodoxe dans l'ambassade de Russie en Chine
- Église de la Dormition (ouverte seulement aux étrangers)[réf. nécessaire]

### Heilongjiang
- Église orthodoxe de Harbin
  - Église de l'Intercession-de-la-Mère-de-Dieu de Harbin
  - Église Saint Jean le Baptiste, située au cimetière russe, ouverte depuis 1995.
  - Cathédrale Sainte-Sophie de Harbin

### Hong Kong
- Cathédrale Saint-Luc de Hong Kong (voir Métropole de Hong Kong et de l'Asie du Sud-Est)

### Hubei
- Église Saint-Alexandre-Nevski à Wuhan.

### Liaoning
- Église orthodoxe Shaedong (zh) à Shenyang.

### Mongolie intérieure
- Église de Saint Innocent d'Irkoutsk

### Shanghai
- Église Saint-Nicolas de Shanghai (上海圣尼古拉堂, ouverte seulement aux étrangers)
- Église Saint-Marie de Shanghai (zh) (ouverte seulement aux étrangers)
- Église de l'épiphanie de Shanghai (zh)

### Tianjin
- Église Saint-Nicolas de Tianjin (zh)
- Église de la Sainte-Vierge protectrice de Tianjin (zh)

### Xinjiang
- Église orthodoxe d'Ürümqi (zh)
- Église orthodoxe de Yining (zh)